# Ławeczka Jakuba Chojnackiego w Płocku
Ławeczka Jakuba Chojnackiego – pomnik odsłonięty 18 września 2011 w Płocku na Wzgórzu Tumskim, przedstawiający postać zasłużonego obywatela miasta Płocka Jakuba Chojnackiego (1922–2006) siedzącego na ławeczce parkowej z psem.
18 września 2011 odbyło się otwarcie nowej ulicy imienia Jakuba Chojnackiego oraz odsłonięcie jego pomnika-ławeczki. Autorem projektu był rzeźbiarz z Ciechanowa Marek Zalewski. Rzeźba została odlana w brązie w odlewni Marka Żebrowskiego w Bielsku-Białej.
Inicjatorem realizacji pomnika był członek Towarzystwa Naukowego Płockiego mec. dr Jerzy Stefański.
Inicjatywę poparło Towarzystwo Wychowanków, Wychowawców i Sympatyków Gimnazjum i Liceum im. Stanisława Małachowskiego. 